# Kristali (glazbeni sastav)
Kristali su rock sastav osnovan 1962. godine u Zagrebu.

## Povijest sastava
Kristali su osnovani 1962. godine, a činili su ga sljedeći članovi; Krešimir Ivić (ritam gitara), Walter Neugebauer (glasovir), Ivica Percl (bas-gitara), Zvonko Đurak (solo gitara), Jerko Dobrinić (saksofon), Zlatko Ivanković (bubnjevi), Mirko Kipčić (vokal) i Silvije Vedrina (vokal).
Kristali su uz svoje sugrađane Bezimene i riječke Uragane bili jedni od najpopularnijih predstavnika drukčije struje instrumentalnog rocka. Sastav je bio nadahnut Duaneom Eddyem i njegovom velikom uspješnicom "Rebel 'Rouser", te Johnnyjem Parisom i njegovim the Hurricanesima i Champsima. 1963. godine za Radio Zagreb snimili su dva vrlo popularna instrumentala "Vedro nebo (Cielito)", te prepradu američkog pjevača Jimmiea Davisa "You Are My Sunshine", kao "Sunčani sjaj".
Kristali su se počeli raspadati u jesen 1963. godine, odlaskom Jerka Dobrinića (saksofon) u tadašnju Zapadnu Njemačku i Waltera Neugebauera u sastav Mladi. Definitivno se raspadaju pred ljeto 1964. kada na odsluženje vojnoga roka odlazi solo gitarist Zvonko Đurak. U sastavu su svirali brojni glazbenici koji su kasnije ostvarili svoje uspješne solo karijere poput Svemira Opare, Željka Šoštara, Ivice Šimića, klaviriste Miše Doležala i bubnjara Nine Dmitrovića.

## Vanjske poveznice
- Discogs.com - Kristali